# 袁子钦
袁子钦（1908年12月13日—1968年2月23日），学名从行，号致卿，中国人民解放军中将，1955年获二级八一勋章、一级独立自由勋章、一级解放勋章。文化大革命中受迫害。